# لارس إيفنسن
لارس إيفنسن هو نقابي وسياسي نرويجي، ولد في 12 نوفمبر 1896 في دروباك في النرويج، وتوفي في 19 يناير 1969. نشط حزبياً في حزب العمال (1921 – 1921) (1923 – 1923) وحزب العمال (1931 – 1931).

## مناصب
- انتخب County Governor of Vest-Agder ‏ (1954 – 1966).
- انتخب وزير التجارة والشحن [الإنجليزية]‏ (25 يونيو 1945 – 6 ديسمبر 1947).
- انتخب Minister of industry  [لغات أخرى]‏ (6 ديسمبر 1947 – 17 مايو 1953).
- انتخب Minister of industry  [لغات أخرى]‏ (15 سبتمبر 1953 – 2 نوفمبر 1953).
- انتخب عضو برلمان النرويج  [لغات أخرى]‏ عن دائرة أوسلو [الإنجليزية]‏ وقد انضم خلال فترته النيابية ‏ (1954 – 1957) للكتلة البرلمانية حزب العمال.